# 貝特德角
貝特德角（瑞典語：Betbeder），是南極洲的海岬，位於葛拉漢地，處於茹安維爾群島的安德森島西南端，由奧托·努登舍爾德率領的瑞典探險隊發現，現時由南極條約體系管理。
63°37′S 56°41′W / 63.617°S 56.683°W